# 堀内素堂
堀内 素堂（ほりのうち そどう、享和元年（1801年） - 安政元年3月13日（1854年4月10日））は、江戸時代の医者。諱は忠寛（ただひろ）、幼名忠公（ただきみ）、字は君栗、忠竜、忠亮、素堂は号。贈従五位（昭和4年）。
米沢城下の元籠町（現山形県米沢市）で堀内忠明の次男として生まれる。生家は代々米沢藩の医者の家系。藩校興譲館に学び、その後江戸で蘭学医杉田立卿（杉田玄白の子）らに学ぶ。米沢藩の藩医となり、22歳のとき第11代藩主上杉斉定の側医となる。後年さらに長崎に学んだ。
フフェランド(C. W. Hufeland)著の医学書を訳し、日本で最初の小児科医学書『幼幼精義』を出版した。さらに天然痘に対する種痘の効果を説き、日本に西洋医学を広めた。
弘化2年（1845年） 長崎時代の知人である高野長英を匿った逸話も残る。
昭和3年（1928年）、従五位を追贈された。

## 主要著作
- 『幼幼精義』翻訳（1843年）